# David Kirk
David Edward Kirk (* 5. Oktober 1960 in Wellington) ist ein ehemaliger neuseeländischer Rugby-Union-Spieler auf der Position des Gedrängehalbs. Er war der Kapitän der neuseeländischen Nationalmannschaft, die bei der ersten Weltmeisterschaft den Titel gewinnen konnte.

## Biografie
Kirk wuchs in Palmerston North auf der Nordinsel Neuseelands auf. Er ging auf die Wanganui Collegiate School, später promovierte er als Mediziner an der University of Otago.
Kirk begann in den 1980er Jahren für den Provinzverband von Otago Rugby zu spielen. Zu seinem ersten Einsatz für die Nationalmannschaft All Blacks kam er am 26. Oktober 1983 im Spiel gegen Edinburgh, das jedoch nicht als offizielles Länderspiel gewertet wird. Die erste Partie gegen eine nationale Auswahl bestritt er 1985 gegen England. Zu dieser Zeit spielte er bereits für die Provinz Auckland.
Kirk wurde international bekannt durch die Nichtteilnahme an einer Tour der Neuseeländer nach Südafrika. Zu dieser Zeit war jeglicher sportlicher Kontakt mit dem Apartheidregime verboten. Zahlreiche Spieler, die sich selbst als The Cavaliers („die Kavaliere“) bezeichneten, hielten sich jedoch nicht daran und spielten gegen die südafrikanischen Springboks. Kirk war einer von zwei Nationalspielern, die sich dieser Gruppe nicht anschlossen. Die anderen Spieler wurden für zwei Spiele gesperrt, sodass ein komplett neuer Kader geformt werden musste, der als „Baby Blacks“ in die Geschichte einging.
Nachdem der eigentliche Kapitän der Nationalmannschaft Andy Dalton sich noch vor dem Auftaktspiel der Weltmeisterschaft 1987 gegen Italien verletzt hatte, wurde Kirk zum Kapitän Neuseelands ernannt und blieb dies bis zum Ende des Turniers. Das Team gewann alle Spiele souverän mit mindestens 20 Punkten Unterschied. Nach dem Finalsieg gegen Frankreich war es Kirk, der als erster Spieler der Geschichte den Webb Ellis Cup in Empfang nehmen konnte.
Kirks Rugbykarriere endete abrupt nach dem WM-Turnier. Er bestritt noch ein Spiel um den Bledisloe Cup gegen Australien, bevor er seiner Laufbahn ein Ende setzte, da er ein Rhodes-Stipendium am Worcester College an der Universität von Oxford erhalten hatte. Er kehrte in den 1990er Jahren zurück nach Neuseeland, wo er von 1993 bis 1994 die Regionalauswahl von Wellington trainierte und später als Experte für Print- und TV-Medien arbeitete. Zudem war er Mitglied des Stabs von Jim Bolger, dem damaligen neuseeländischen Premierminister.
1999 zog Kirk mit seiner Frau Brigit und seinen drei Söhnen Hugo, Barnaby und Harry nach Australien, um dort als Unternehmer tätig zu werden. Er arbeitete zunächst für das australische Büro des Papierherstellers Norske Skog, bevor er 2003 die Führung des Konkurrenten PMP übernahm. Im November 2005 wurde er zum CEO von Fairfax, einem Medienunternehmen, das Zeitungen, Zeitschriften und Internetseiten in Australien und Neuseeland publiziert. So gehört unter anderem The Sydney Morning Herald zum Angebot des Unternehmens.
Kirk ist aufgrund seines medialen Einflusses und seiner Stellung als Kapitän der einzigen neuseeländischen Nationalmannschaft, die ein WM-Turnier im Rugby Union gewinnen konnte, als Experte und Meinungsgeber gefragt. Nach dem Viertelfinalaus gegen Frankreich bei der Weltmeisterschaft 2007, kommentierte er das erneute Ausscheiden der favorisierten Neuseeländer wie folgt:
„Bedauerlicherweise sind wir eine trottelige Rugby-Nation. Die wichtigen Spiele vergeigen wir. (...) An den großen Herausforderungen scheitern wir.“
Am Nationalfeiertag Australiens, dem Australia Day, wurde David Kirk 2009 zum australischen Staatsbürger. Als Begründung für diesen Schritt äußerte er, dass er nun seit 10 Jahren in Australien lebe und seine Kinder einen Großteil ihrer Kindheit in jenem Land verbracht haben und er es für den richtigen Zeitpunkt ansehe. Im März des Jahres wurde bekannt, dass er zum unabhängigen Vorstandsmitglied des Finanzdienstleisters Forsyth Barr ernannt wurde.